# 維思大學
维思大学（英語： /ˈwɛzliɪn/ WEZ-lee-in或/ˈwɛsliɪn/ WES-lee-in），又译卫斯理安大学、威斯里安大学，位於美国东北部康涅狄格州的米德尔敦，創立於1831年，是一所私立四年制文理学院。维思大学與同位於新英格蘭的阿默斯特学院及威廉姆斯学院组成“小三强”（Little Three）。维思大学也是小常春藤盟校和新英格兰小学院体育联盟的创始成员。1929年学校获新英格兰院校协会认证。2017年学校正式将中文名定为“维思大学”。

## 历史
维思大学于1831年的循道宗会议后建校，首任校长为威爾伯·菲斯克（Willbur Fisk）。建校伊始，维思大学为一所男子循道宗大学。当时学校由一名校长，三名教授，一名教员和四十八名学生组成，且一年学费为38美元。
虽然学校以循道宗的创始者约翰·卫斯理（John Wesley）的姓命名，但并非一所神学院。同时，与很多带有宗教背景并因此学风偏保守的学校不同，维思大学多次引领了本科教育的趋势。其中最知名的例子是1872年的维思实验（Wesleyan Experiment）；在该实验当中，大学开始招收女性就读并因此成为了全美最早允许男女共学的大学。然而，出于对学校“变得女性化“以及女性缴付全额学费的能力的担忧，学校董事会于1909年开始停止招收女性。此后，学校在1912至1970年间一直只有男性就读。
1888年，日后成为美国第28任总统的伍德罗·威尔逊离开布林茅尔学院，来到维思大学执教。
1937年，维思大学切断了与循道宗的联系，成为了一所无宗教背景的学校。即使如此，2000年学校仍被选为循道宗历史坐标之一。
1950年，校长維克多·L·巴特菲爾德（Vector. L. Butterfield）对学校进行了一系列激进改革，包括仿效耶鲁大学的住宿学院制度。在这一系列改革中，四个跨学科学院被建立，而其中的社会研究学院和西洋古典学院一直保留至今。同时，今日校园中的巴特菲爾德宿舍楼群和Foss山坡宿舍楼群也在巴特菲爾德校长任内建造。最值得一提的是，该校长的筹款运动大获成功，1960年，维思大学的人均捐赠额为全美第一，且师生比达到了1：7。
巴特菲爾德校长的两位后继者，艾德溫·D·艾瑟林頓（Edwin D. Etherington）和柯林·G·坎貝爾（Colin G. Campbell）延续前任的脚步，继续进行了一系列的改革。例如，于1970年，学校开始每届招收与男性数量相等的女性。同时，在两位校长任期内，学校的种族，宗教以及民族多样性大大提升。此外，学校自然科学和美术的教学区域扩大了四倍。

2007年，现任第16任校长迈克·S·羅斯（Michael S. Roth）宣誓就职。羅斯校长于1978年从维思大学毕业，并曾担任过加利福尼亚艺术学院的校长。在担任校长职务同时，罗斯校长也作为教授执教。

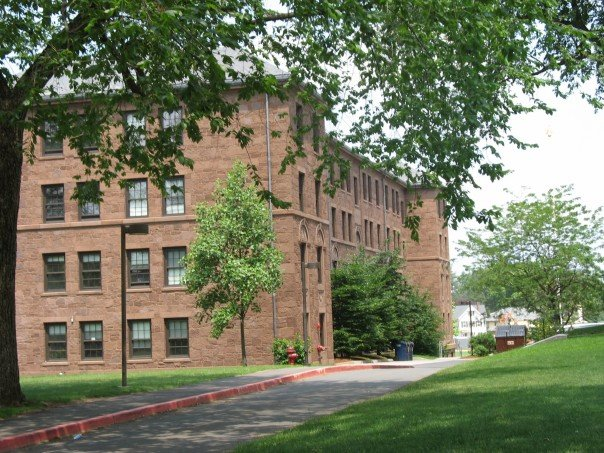
供新生居住的Clark宿舍楼

## 学生，排名与申请

### 学生与排名
维思大学每年录取约700多位学生，其中约有十分之一为国际学生。大学本科四个年年共有2,900位学生，另有約200位研究生。维思大学长期在美国本科大学排行榜上名列前茅；2018年维思大学在美国新闻与世界报道的全国性文理学院排名中位列第18位。维思大学在同年的福布斯大学排名（文理学院与综合性大学混排）中位列第37位，列于卡内基梅隆大学，维斯理学院，洛杉矶加利福尼亚大学，空军学院等大学之前。
学校在输出研究生方面享有良好声誉。根据彭博商业周刊于2011年的统计，维思大学学生的商学院入学考试GMAT分数在全国大学中位列第13，文理学院中位列第2。华盛顿月刊也称维思大学是全国向精英法学院，医学院及商学院输出学生最多的本科院校之一。

### 录取率
2017年，维思大学的大一录取率为16.2%。该年共有12453名应届高中毕业生递交申请，2014人被录取。相对地，转学生录取率较大一录取率略高；2017年的转学录取率为29.2%。该年492名学生申请转入，144名学生获录取。

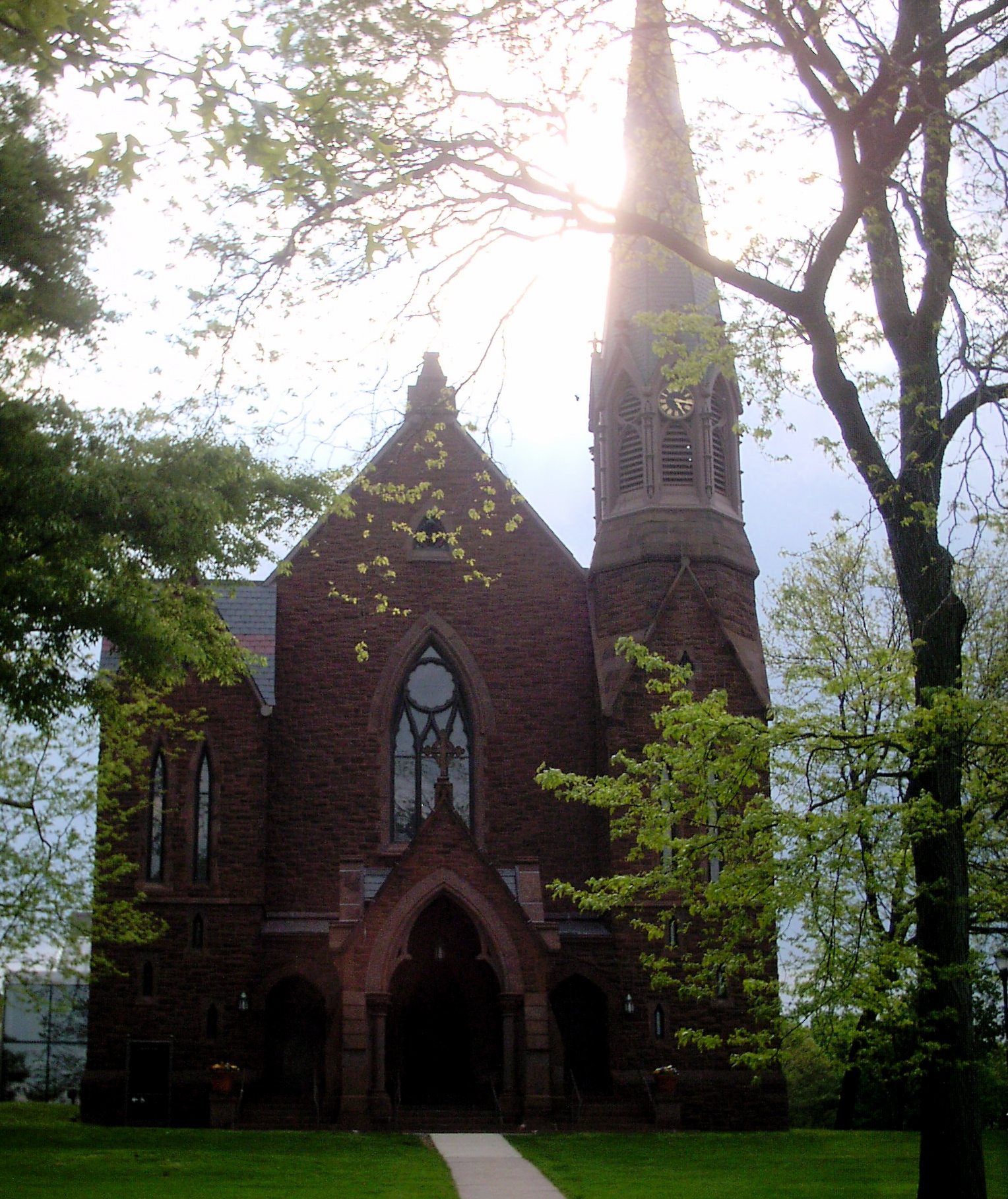
纪念教堂

### 标准化考试政策
从2015年开始，维思大学不强制要求在美国，加拿大或其他地区的美国人学校就读高中的学生递交SAT或ACT成绩；2017年，34%被录取的学生没有递交这些标准化考试的成绩。维思大学录取生的新SAT中位数为1510分，旧SAT中位数为2180分（2016年），ACT中位数为33分。由于中国大陆目前不开设SAT考场，中国大陆学生也可以不递交标准化考试成绩。然而，绝大多数的大陆学生仍然选择递交SAT或ACT分数。

### 弗里曼亚洲学者计划

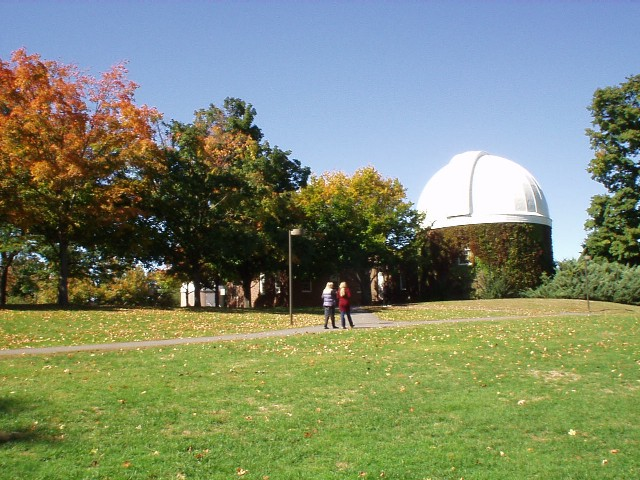
秋天Foss山坡頂上的范弗萊克天文台

维思大学弗里曼亚洲学者计划（The Wesleyan Freeman Asian Scholars Program）每年提供亞洲十一個國家或地区（中华人民共和国、日本、韩国、香港特别行政区、中華民國、泰国、馬來西亞、新加坡、菲律賓、印度尼西亚及越南）各一名名額至大學就讀。這個獎學金是美國AIG集團創始人曼森菲爾德·弗里曼（Mansfield Freeman）於1994年成立的弗里曼基金會（Freeman Foundation）所設立。其目的是增進亞洲國家與美國間的良好關係與互相瞭解，並期望這些學生在學成後可以回到他們自己的國家，成為有影響力的人。獎學金包括在校期间學費，並可另外申請住宿及生活費補助。申請資格為在亞洲居住的非美籍高中應屆畢業生。申请于一月一日截止，并于四月一日公布结果（日本为三月一日）。

## 学术
维思大学拥有多个优势学科，东亚研究、社会研究、政治学、经济学、心理学、音乐、电影、哲学、天文学等都享有盛誉。维思大学在历史上多次代表了本科教育的趋势。现为心理学系所在地的Judd Hall就是全美学院中最早为自然科学而设立的专门建筑之一。学校重视教学方法和教育理念的创新，六十年代创设的社会研究学院和西洋研究学院，则领跑了美国大学“跨学科”教育的风潮。

### 学位
不同于大多数文理学院，维思大学不仅可以颁发文学士学位（B.A.）, 也有独立的研究生部，并有颁发哲学博士（Ph.D.），文学硕士（M.A.），理学硕士（M.S.），以及博雅教育硕士（M.A.L.S.）的权利。学校的天文学，生物，化学，计算机科学，环境科学，分子生物及生物化学，数学，音乐以及物理八个学系可以颁发硕士或博士学位。

### 必修课程
维思大学是为数不多的不要求学生修必修课程（Core Curriculum）的学校，学生若满足毕业学分要求且修完至少一个专业即可毕业。然而，虽然学校没有固定的必修课程，但仍然存在基础教育要求 （General Education Expectations） ，即在毕业前完成人文，社会科学及自然科学三个分类中各三门的课程。学生若不完成基础教育要求也可取得学位，但是会失去申请荣誉毕业，主修两门以上专业，获得部分学科的学科荣誉以及进入Phi Beta Kappa荣誉学会的资格。

### 3+2工科项目
维思大学和哥伦比亚大学，加利福尼亚理工学院和达特茅斯学院合作开设了3+2工科双学位项目；对工科感兴趣的学生可以先在维思大学学习三年，然后再在以上三所大学中选择其一进行两年工科的学习。项目结束后，学生将分别获得维思大学颁发的文学士学位以及合作院校的理学士（B.S.--哥伦比亚，加州理工）或工学学士（B.E.--达特茅斯）学位。

### 十二大学交换
维思大学也是十二大学交换（Twelve-College Exchange）项目的成员。维思大学的大二，大三或大四学生可以选择在该项目的其他成员校（阿默斯特学院，鲍登学院，康涅狄格学院，曼荷莲学院，国家戏剧学院，史密斯学院，三一学院，瓦萨学院，维斯理学院，韦顿学院和威廉姆斯学院神秘港海洋学习项目）学习一学期或一学年，并可将取得的全部学分转回维思大学。

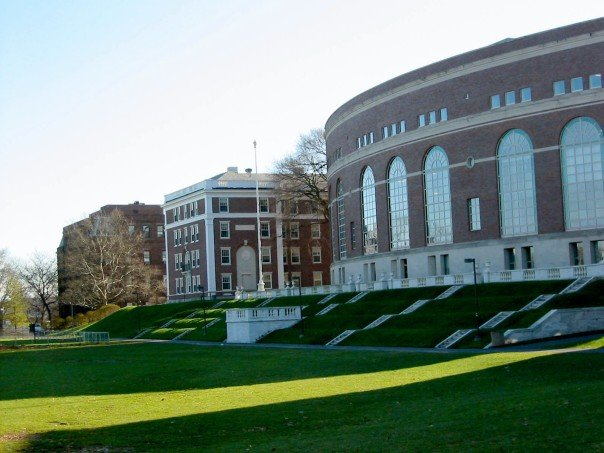
Olin纪念图书馆

### 专业与院系
维思大学共有39个系所，每个学期开超过百余节课程供学生选择，而每堂课的平均人数仅19人。维思大学共有45门专业；一般学生选择学习一到两门专业，完成基础教育要求者可以选择三门专业。如果学生认为学校的既有专业不能满足学术兴趣，学生也可以在导师指导下自己设计自己的独特专业即大学专业（University Major）。一般来说，学生应在大二下学期前申报自己的第一个专业。维思大学拥有独特的「学院专业」，这些以跨学科教育闻名的学院专业大多需要在学生大一下学期时申报。学院专业包括东亚研究学院，西洋研究学院，社会研究学院，综合科学学院以及环境学院。

#### 东亚研究学院
东亚研究学院（College of East Asian Studies, CEAS）成立于2014年，是由原来的东亚研究系和东亚语言和文学系整合而成的学院专业。该专业旨在于帮助学生了解东亚地区（中国，日本及朝鲜半岛）的政治，经济和文化。东亚研究学院的学生必须在毕业前学习一门东亚语言至少三年；若该生已经可以流利的使用一门东亚语言或以东亚语言为母语，则必须选择另一门东亚语言进行学习。此外，学生须从艺术与艺术史，语言文学与电影，历史，政治与经济，哲学与宗教以及音乐六个方向选择一门专精。同时，该专业的学生也应在中日韩三国任选其一至少留学一学期。大四时，学生必须完成一篇毕业论文。

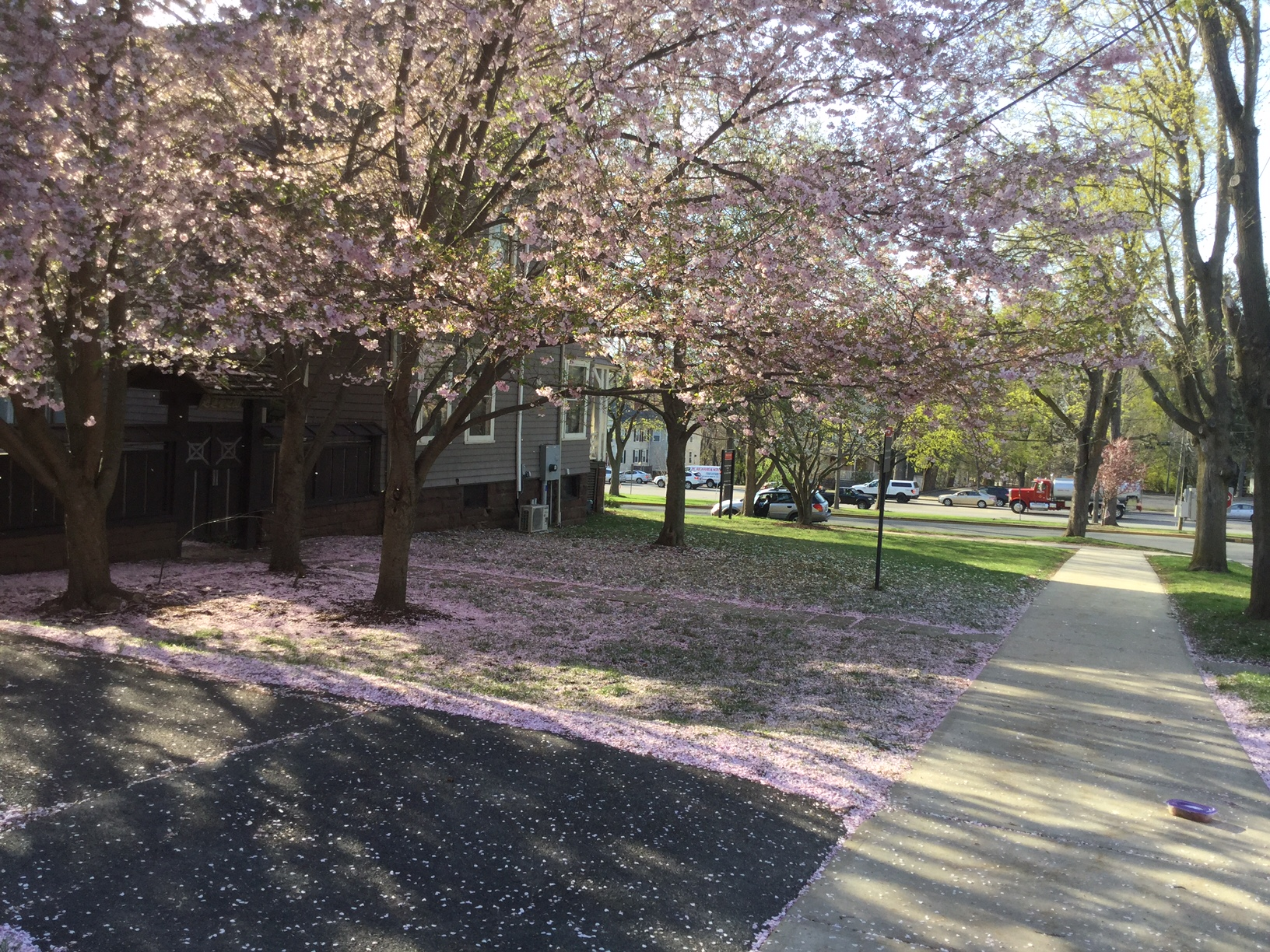
弗里曼东亚研究中心的逍遥庵庭园

东亚研究学院的办公室位于坐落在校园北端的曼斯菲尔德·弗里曼东亚研究中心。该中心拥有名为逍遥庵庭园的日式枯山水园林以及童恩正纪念图书馆。童恩正曾在维思大学任教。

#### 西洋研究学院
西洋研究学院（College of Letters, COL）是一门专注于学习欧洲语言，哲学，和历史的三年学院专业。与多数专业不同，该专业的课程多半不计成绩；相应的，学生将在大三时参加专业统考，并按照成绩分为最高荣誉（Highest Honors, 极少数），高等荣誉（High Honors），一般荣誉（Honors）或无荣誉/合格（Credit）四个评定。和东亚研究学院相同，学生也必须在毕业时提交论文并在欧洲国家或以色列学习一学期。该专业的学生必须参加五门座谈会形式的必修课，分别通过研究文学，哲学和历史来学习古代欧洲，中世纪及文艺复兴时期，近世欧洲，十九世纪欧洲以及二十至二十一世纪欧洲。同时，学生必须完成学校的基础教育要求，但经系主任批准可以免除。
西洋研究学院的办公室位于校园中部Usdan学生中心旁边的Boger楼。Boger是维思大学第一个获LEED白金级认证的建筑物。

#### 社会研究学院
社会研究学院（College of Social Studies, CSS）成立于1959年，是一门研究西方政治，经济，哲学和历史理论的三年学院专业。其构筑模式与牛津大学等的哲学、政治学及经济学（Philosophy, Politics and Economics, PPE）类似。该专业的教职工（多为终身教授）也都由政治系，历史系，哲学系和经济系借调而来。若想要加入专业，学生必须完成入门经济学课程并获得C-以上的成绩，提交书面申请，并接受由教职工以及该专业现有学生的面试。不是所有学生都会通过选拔过程。录取进入该专业后，学生必须在大二参加政治，经济和历史的三节必修课以及一节关于社会理论的座谈会必修课。这四门课占毕业要求的10.5学分中的5.5。和西洋研究学院的学生类似，该专业的课程多半也不计算成绩。在大二学期末，学生亦需参加一门统考，测试学生对这四门必修课的掌握情况。统考不通过的学生将会被淘汰出专业。同时，缺课以及欠交/迟交作业过多的学生也可能被移出专业。该专业的学生也必须完成基础教育要求。
社会研究学院的教职工普遍在公共事务中心（Public Affairs Center）办公，因为政治，经济和历史系的办公室都位于该楼。该楼的四层有社会研究学院的学生休息室和图书馆。

#### 综合科学学院
综合科学学院（College of Integrative Sciences, CIS）是一门注重与跨领域科学研究的学院专业。该专业不可单独申报；学生只能在已经有一门理科专业的基础上申报该专业作为第二专业。该专业的精髓在于科学研究；学生需要于教授在在校期间和暑期各完成一份研究项目，并完成一份毕业研究报告。
综合科学学院的教职工主要分布在Exley科学楼，大部分理科教室，实验室以及学校的理科图书馆都位于此。

#### 环境学院
环境学院（College of the Environment, COE）负责管理学校的环境学习专业（Environmental Studies, ENVS），环境学智库（Think Tank）并对关于环境的学生研究提供支持。与综合科学学院类似，环境学习专业只能做为第二专业申报，但是学生的第一专业不限于理科。环境学院注重於环境与社会的联系，以及如何通过政治，经济和社会的方式来解决环境问题。
环境学院的教职工多位于High大街284号的学院办公楼内，该楼距离Usdan学生中心以及Fisk教学楼非常近。

## 学生生活

### 维思大学学生会
维思大学学生会（Wesleyan Student Assembly, WSA）成立于1903年，是维思大学官方认证的学生自治组织。学生会由45名年度民选学生代表组成，负责代表全体学生与学校董事会和教职员交涉，管理学生社团的预算，以及对学生社团进行认证。学生会分为学生预算委员会（Student Budget Committee, 负责管理学生社团经费），学术事务委员会（Academic Affairs Committee，负责向校方提出学术方面的建议），学生生活委员会（Student Life Committee，负责向校方提出住宿环境，基础设施等学术以外事物的建议）和社区委员会（Community Committee，负责学生社团的认证以及学校与米德尔敦市的联谊）四个委员会，每个委员会都有其必须严格遵守的章程（by-law）。
学生会对学生生活有可观的正面影响。纽约时报在2008年的报道中提到了维思大学学生会利用学生每年缴纳的活动费结余设立的学生基金，以及该基金对学生开支的降低。

### 学生社团
维思大学目前共有312个注册在案学生社团。学生社团涵盖文化，音乐，舞蹈，体育，娱乐等各个方面，且任何学生都可以向学生会申请注册社团。特色社团包括模拟法庭辩论，Kai创业社，伍德罗·威尔逊辩论社和中国武术社等。学生会每学期有五十万余美金用作社团活动经费；这些经费支持了校内刊物出版，跨校社团体育竞赛，校内文艺汇演，TEDxWesleyan等活动。学生社团也可以自由地向学校各部门申请活动经费。

### 希腊社团
维思大学共有七个希腊社团，其中四个为兄弟会，一个为姐妹会，两个为混合性别的希腊社团。21%的男性学生以及6%的女性学生加入了希腊社团。

### 体育
维思大学是新英格兰小学院体育联盟的一员，在NCAA丙级联赛竞争。共有600余名学生代表学校参加29项运动竞赛。维思大学是NCAA的创始成员之一，并拥有全美最古老且至今仍被使用的美式足球场地。2018年，学校的男子袋棍球队取得了NCAA丙级联赛冠军。学校和阿默斯特学院有着传统的体育竞争关系；在Usdan学生中心有一件书有打败阿默斯特（Beat Amherst）的上衣被常年展出。

### 宗教生活
学校为信仰宗教的学生提供宗教服务。学校雇有一名天主教牧师，一名新教牧师，一名犹太教拉比和一名伊斯兰教阿訇。学校虽有一所教堂，但是该教堂并非被指定为基督教教堂，而是被学校指定为任何宗教都可以使用的场所。学校也提供学生住房供信仰佛教，伊斯兰教，基督教和犹太教的学生与信奉同宗教的学生一起居住。

### 广播电台
学校有一个完全由学生运营的广播电台，呼号为WESU，频率为调频88.1兆赫。该广播电台同时联网直播。每年该广播电台的音乐播放列表都由学生选择。每天WESU会转播来自圣心大学广播台（呼号WSHU-FM，频率调频91.1兆赫）的NPR新闻，其他时间播放音乐和各种节目。

## 知名校友与教职工

### 诺贝尔奖获得者
- V·S·奈保尔，作家，前任教员，诺贝尔文学奖[52]
- 伍德罗·威尔逊，美国第28任总统，前任教员，诺贝尔和平奖[53]
- T·S·艾略特，作家，前任教员，诺贝尔文学奖[54]
- 加里·约埃（英语：Gary_Yohe），经济学家，政府间气候变化专门委员会的主要成员，现任教员，诺贝尔和平奖[55]
- 大村智，医学家，现任教员，诺贝尔医学奖[56]

## 外部連結
- 维思大学 （页面存档备份，存于）
- 维思弗里曼亞洲學者计划 （页面存档备份，存于）
- 维思大学圖書館 （页面存档备份，存于）
- 维思大学校園虛擬導覽 （页面存档备份，存于）

41°33′20″N 72°39′21″W / 41.555620°N 72.655844°W